# Sint-Agathakerk (Oudega)
De Sint-Agathakerk is een kerkgebouw in Oudega in de Nederlandse provincie Friesland. Het kerkgebouw is een rijksmonument.

## Beschrijving
De kerk was oorspronkelijk gewijd aan Sint-Agatha. De eenbeukige kerk uit de 12e eeuw kreeg rond 1250 aan de westzijde een romaanse toren, waarvan de spits in 1888 werd vervangen door een tentdak. De ruimte onder de toren was in de 16e-18e eeuw in gebruik als gevangenis. In de toren hangt een klok uit de 14e eeuw en een klok uit 1949. Het gotische koor is waarschijnlijk uit de 14e eeuw en de koorsluiting uit 1599. In 1717 kreeg de kerk rondboogvensters met gebrandschilderd glas. In 1875 werden de muren verhoogd. Bij een restauratie in 1921, naar plannen van G.J. Veenstra, krijgt de noordzijde weer een romaanse indeling en wordt een houten tongewelf aangebracht, dat door J.Por wordt voorzien van ornamentranden. In de kerk een preekstoel en een herenbank uit de 17e eeuw en elf rouwborden uit de 18e eeuw. Het orgel uit 1875 is gebouwd door L. van Dam en Zonen en in 1921 uitgebreid door Bakker & Timmenga. 

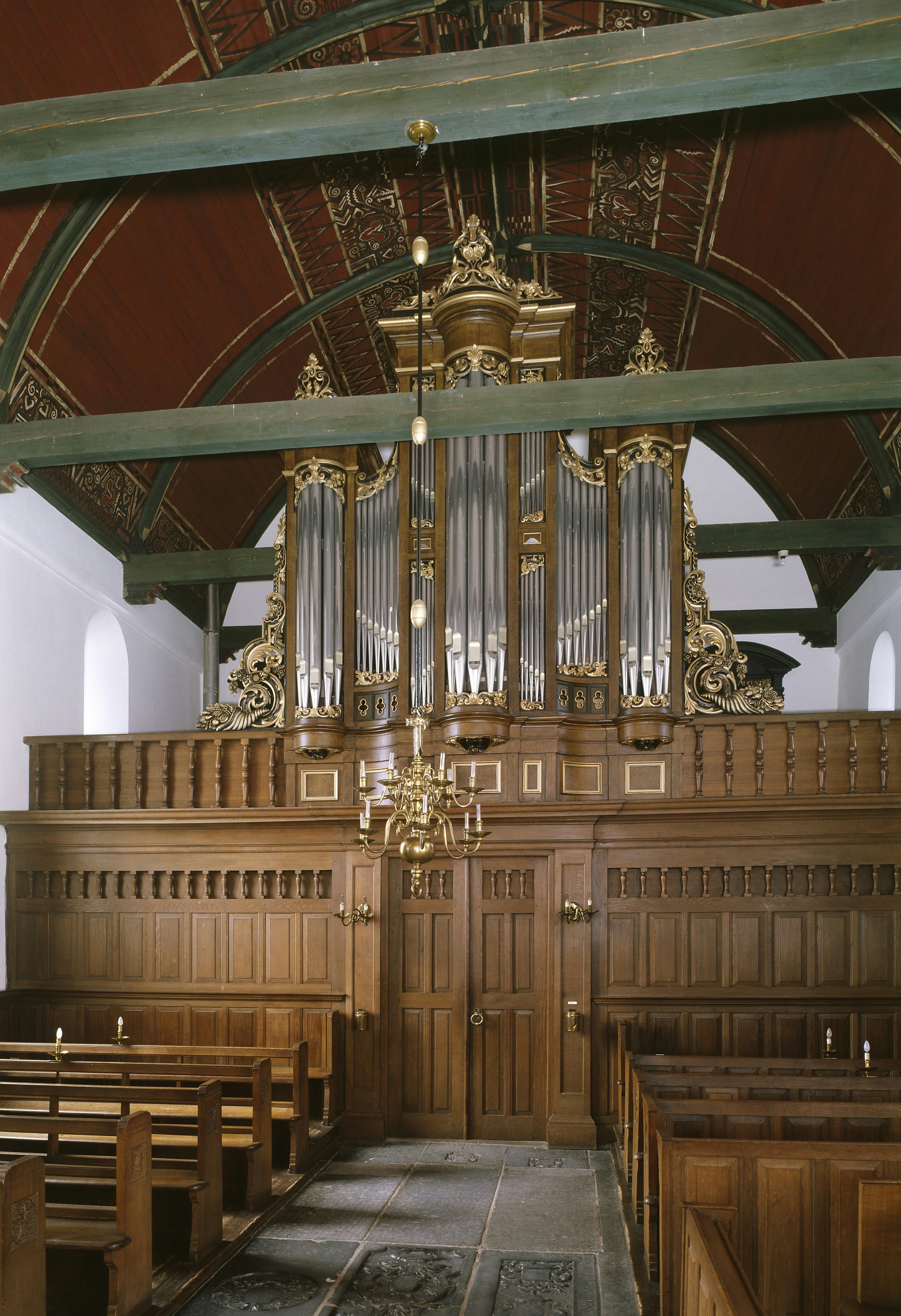
Interieur met het Van Dam-orgel (2005)